# Tổng công ty Sông Thu
Tổng Công ty Sông Thu (Song Thu Corporation) trực thuộc Tổng cục Công nghiệp Quốc phòng - Bộ Quốc phòng Việt Nam là doanh nghiệp được thành lập vào ngày 10 tháng 10 năm 1976, hoạt động trong các lĩnh vực đóng mới và sửa chữa tàu biển, tàu sông; Ứng phó với sự cố tràn dầu trên biển, sông; Vệ sinh làm sạch tàu dầu, xử lý cặn dầu và Sản xuất các sản phẩm bằng kim loại, gia công cơ khí và dịch vụ kỹ thuật. Trụ sở đăng ký tại số 152 đường 2 tháng 9, phường Hòa Thuận Đông, quận Hải Châu, thành phố Đà Nẵng.

## Lịch sử
Tiền thân của đơn vị là Xí nghiệp Cơ khí Đồng Tiến  thành lập vào ngày 10 tháng 10 năm 1976 theo Quyết định của Tư lệnh Quân khu 5.
Ngày 5 tháng 6 năm 2013, thừa ủy quyền của Thủ tướng Chính phủ, Bộ Quốc phòng đã ký quyết định số 4851/QĐ-BQP về việc chuyển Công ty TNHH MTV Sông Thu thành Tổng Công ty Sông Thu.
Đây là đơn vị có những bước phát triển mạnh mẽ, đảm bảo mức tăng trưởng cao (trên 20%/năm) và với năng lực của mình, đơn vị đã đóng mới thành công nhiều tàu tuần tra biển, tàu kéo biển đa năng, tàu chuyên dụng, tàu thế hệ mới công suất lớn có chất lượng cao và công nghệ hiện đại như: tàu đa năng ứng phó sự cố tràn dầu hiện đại nhất Đông Nam Á, tàu khảo sát đo đạc biển HSV 6613 cho Quân chủng Hải quân, tàu cảnh sát biển đa năng lớp DN 2000 cho Bộ tư lệnh Cảnh sát biển Việt Nam ...

## Tổ chức

### Cơ quan
Trụ sở chính hiện nay của Tổng công ty tại 96 Yết Kiêu, Quận Sơn Trà, TP. Đà Nẵng.

### Đơn vị trực thuộc
- Chi nhánh Hà Nội
- Chi nhánh Vũng Tàu
- Công ty TNHH MTV đóng và sửa chữa tàu Hải Sơn
- Công ty CP Cơ khí Sông Thu